# Police Academy 2: Their First Assignment
Police Academy 2: Their First Assignment (Brasil: Loucademia de Polícia 2 - Primeira Missão / Portugal: Academia de Polícia 2) é um filme americano de 1985, do gênero comédia, dirigido por Jerry Paris e distribuido pela Warner Bros. Pictures.

## Sinopse
Zed(Bobcat Goldthwait), um sujeito meio pancada e anti-social, junto à sua gangue de desajustados vestidos com jaquetas de couro estão à espreita, prontos para pichar os muros da cidade com tinta vermelha e esvaziarem os bolsos de qualquer um que cruze o seu caminho. No auge dessa onda de crimes, o chefe do distrito policial da cidade, Capitão Peter "Pete" Lassard(Howard Hesseman), pede ajuda ao seu irmão e chefe da Academia de Polícia, Comandante Eric Lassard(George Gaynes). Este manda os seus recrutas recém-formados em auxílio para que eles ajudem os policiais do distrito a localizar e prender a gangue.

## Elenco
- Steve Guttenberg ... Oficial Carey Mahoney
- Bubba Smith ... Oficial Moses Hightower
- David Graf ... Oficial Eugene Tackleberry
- Michael Winslow ... Oficial Larvell Jones
- Bruce Mahler ... Oficial Douglas Fackler
- Marion Ramsey ... Oficial Laverne Hooks
- Colleen Camp ... Sargento Kathleen Kirkland
- Lance Kinsey ... Sargento Proctor
- Howard Hesseman ... Capitão Peter 'Pete' Lassard
- Art Metrano ... Tenente Mauser
- George Gaynes ... Comandante Eric Lassard
- Bob Goldthwait ... Zed
- Julie Brown ... Chloe
- Peter Van Norden ... Oficial Vinnie Schtulman
- Tim Kazurinsky ... Sweetchuck
- Ed Herlihy ... Dooley

## Recepção
No site agregador de críticas Rotten Tomatoes, 23% das 13 resenhas dos críticos são positivas.